# Spengler Cup 1964
Der Spengler Cup 1964 (französisch Coupe Spengler 1964) war die 38. Auflage des gleichnamigen Wettbewerbs und fand vom 26. bis 30. Dezember 1964 im Schweizer Luftkurort Davos statt. Als Spielstätte fungierte das dortige Eisstadion.
Es siegte der EV Füssen, der in allen vier Turnierspielen ungeschlagen blieb, vor MoDo Alfredshem IK. Die Bayern, die ihre ersten beiden Turnierspiele gewannen und dann mit zwei Remis den ersten Tabellenrang absicherten, feierten damit den zweiten Turniersieg am Spengler Cup. Ihren ersten Titel hatten sie sich im Jahr 1952 gesichert und in der Zwischenzeit viermal den zweiten Rang im Endklassement belegt. Es war der insgesamt fünfte Turniersieg einer deutschen Mannschaft. Der Vorjahressieger TJ Spartak Prag Sokolovo belegte den dritten Rang, nachdem er im Spiel gegen den späteren Turniersieger aus Füssen einen 4:1-Vorsprung im Schlussabschnitt verspielte.

## Modus
Die fünf teilnehmenden Teams spielten in einer Einfachrunde im Modus «jeder gegen jeden», so dass jede Mannschaft vier Spiele bestritt. Die punktbeste Mannschaft errang den Turniersieg.

## Turnierverlauf
| 26. Dezember 1964 | Schweiz | 3:6 (3:2, 0:1, 0:3) | TJ Spartak Prag Sokolovo | Eisstadion, Davos Zuschauer: 3.500 |

| 26. Dezember 1964 | HC Davos | 1:5 (1:1, 0:2, 0:2) | MoDo Alfredshem IK | Eisstadion, Davos Zuschauer: 2.500 |

| 27. Dezember 1964 | Schweiz | 3:3 (1:0, 1:2, 1:1) | HC Davos | Eisstadion, Davos Zuschauer: 1.800 |

| 27. Dezember 1964 | EV Füssen | 2:1 (1:0, 1:0, 0:1) | MoDo Alfredshem IK | Eisstadion, Davos Zuschauer: 2.300 |

| 28. Dezember 1964 | Schweiz | 2:7 (0:1, 1:3, 1:3) | EV Füssen | Eisstadion, Davos Zuschauer: 2.000 |

| 28. Dezember 1964 | HC Davos | 2:7 (1:2, 0:4, 1:1) | TJ Spartak Prag Sokolovo | Eisstadion, Davos |

| 29. Dezember 1964 | Schweiz | 3:3 (2:1, 0:0, 1:2) | MoDo Alfredshem IK | Eisstadion, Davos Zuschauer: 1.500 |

| 29. Dezember 1964 | TJ Spartak Prag Sokolovo | 5:5 (1:0, 2:1, 2:4) | EV Füssen | Eisstadion, Davos Zuschauer: 4.700 |

| 30. Dezember 1964 | HC Davos | 7:7 (0:4, 2:0, 5:3) | EV Füssen | Eisstadion, Davos Zuschauer: 1.600 |

| 30. Dezember 1964 | MoDo Alfredshem IK | 8:4 (4:2, 1:1, 3:1) | TJ Spartak Prag Sokolovo | Eisstadion, Davos Zuschauer: 2.000 |

| Pl. |                          | Sp | S | U | N | Tore  | Punkte |
| --- | ------------------------ | -- | - | - | - | ----- | ------ |
| 1.  | EV Füssen                | 4  | 2 | 2 | 0 | 21:15 | 6:2    |
| 2.  | MoDo Alfredshem IK       | 4  | 2 | 1 | 1 | 17:10 | 5:3    |
| 3.  | TJ Spartak Prag Sokolovo | 4  | 2 | 1 | 1 | 22:18 | 5:3    |
| 4.  | Schweiz                  | 4  | 0 | 2 | 2 | 11:19 | 2:6    |
| 5.  | HC Davos                 | 4  | 0 | 2 | 2 | 13:22 | 2:6    |

## Siegermannschaft
| Spengler-Cup-Sieger EV Füssen | Torhüter: Günther Knauss, Harry Lindner Verteidiger: Paul Ambros, Hans-Jörg Nagel, Peter Schwimmbeck, Rudolf Simon, Rudolf Thanner, Leonhard Waitl Stürmer: Manfred Gmeiner, Rudolf Gröger, Gustav Hanig, Gerd Junghans, Ernst Köpf, Walter Krötz, Georg Scholz, Siegfried Schubert, Ernst Trautwein, Helmut Zanghellini Cheftrainer: Markus Egen |